# Kris Sabbe
Kris Sabbe (19 maart 1971) is een Belgische voormalige atleet, die gespecialiseerd was in de middellange afstand. Hij werd eenmaal Belgisch kampioen.

## Loopbaan
Sabbe werd in 1992 Belgisch kampioen op de 1500 m. Als winnaar van de B-reeks bleek hij sneller dan de tactisch gelopen A-reeks. Hij haalde nadien nog enkele medailles op Belgische kampioenschappen.
In 2004 stopte Sabbe, burgerlijk ingenieur van opleiding, met atletiek.
Hij was van 1991 tot 1995 aangesloten bij Ajax en stapte eind 1995 over naar Racing Gent. Nadien kwam hij ook uit voor ABES Edegem en Atletiekclub Brasschaat-Ekeren.

## Belgische kampioenschappen
Indoor
| Onderdeel | Jaar |
| --------- | ---- |
| 1500 m    | 1992 |

## Palmares

### 1500 m
- 1992:  BK AC – 3.48,59
- 1995:  BK AC – 3.42,80
- 1995:  Westathletic te Kevelaer – 3.43,02
- 1996:  BK AC – 3.50,67

### 3000 m steeple
- 1997:  BK AC – 8.58,57